# Wasserbehälter (Ludwigshöhe)

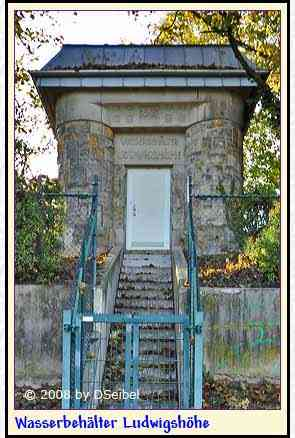
Wasserbehälter in Ludwigshöhe

Der Wasserbehälter in Ludwigshöhe, einer Ortsgemeinde im Landkreis Mainz-Bingen in Rheinland-Pfalz, wurde 1907 errichtet. Der Wasserbehälter südwestlich des Ortes in der Flur Am Kellerweg ist ein geschütztes Kulturdenkmal.
Der Typenbau in Formen des Jugendstils aus weißgelbem Flonheimer Sandstein ist mit der Jahreszahl 1907 bezeichnet. Das Dach besteht aus rotbraun gestrichenem Titanzinkblech. Charakteristisch für den quadratischen Baukörper des Wasserbehälters sind die abgerundeten Kanten.
Das Gebäude wurde nach Plänen des Architekten Wilhelm Lenz von der Großherzoglichen Kulturinspektion Mainz errichtet. Der Wasserbau-Ingenieur und Baubeamte Bruno von Boehmer entwarf und leitete von 1897 bis 1907 die Modernisierung der Wasserversorgung großer Teile Rheinhessens.
Ein fast baugleicher beziehungsweise ähnlicher Wasserbehälter steht in Schornsheim.